# Theodor Pištěk (Kostümbildner)

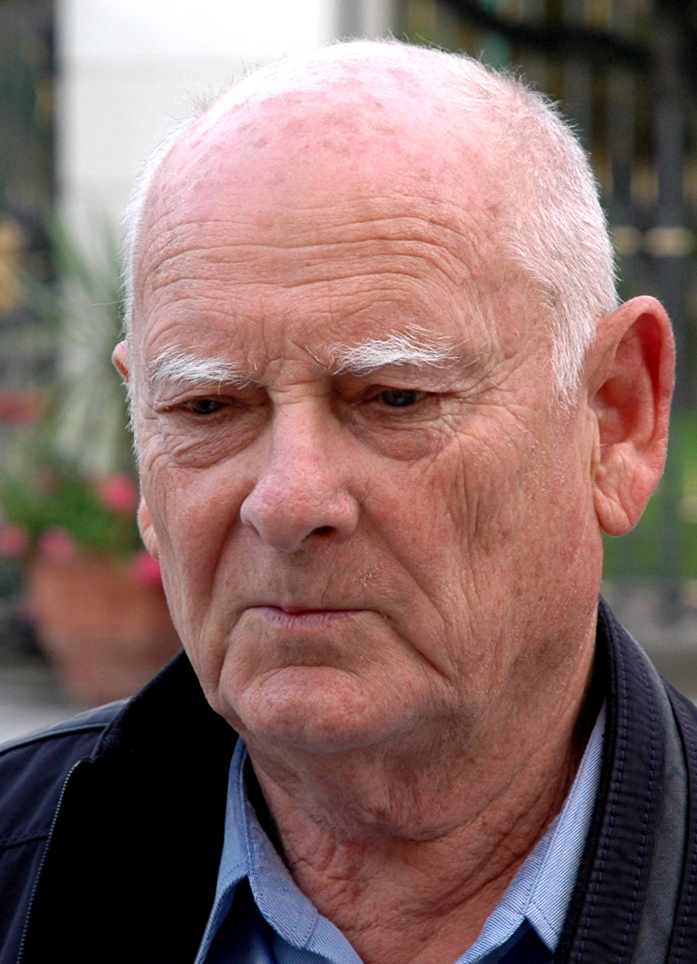
Theodor-Pištěk

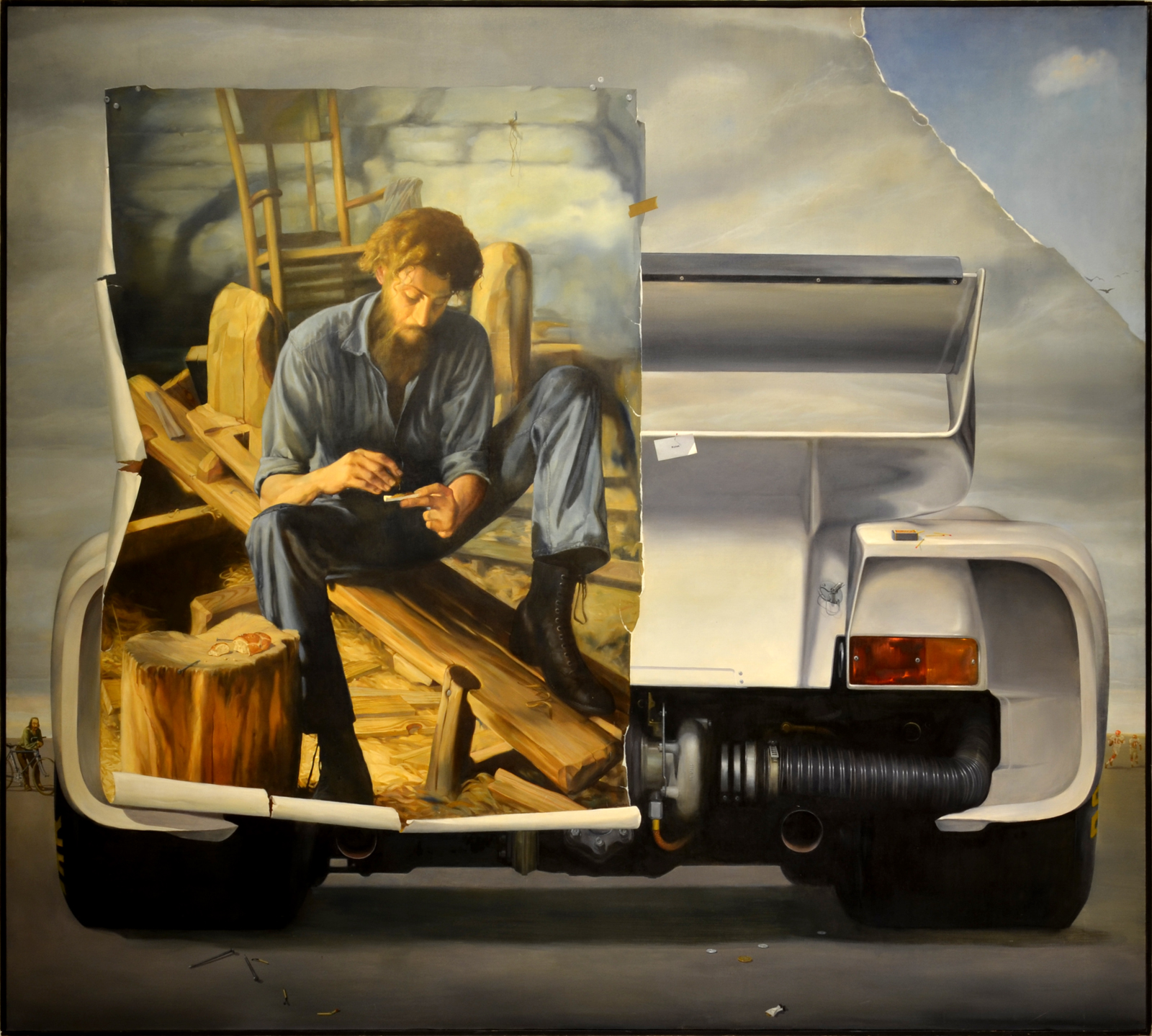
Theodor Pištěk, Josef N., (1978)

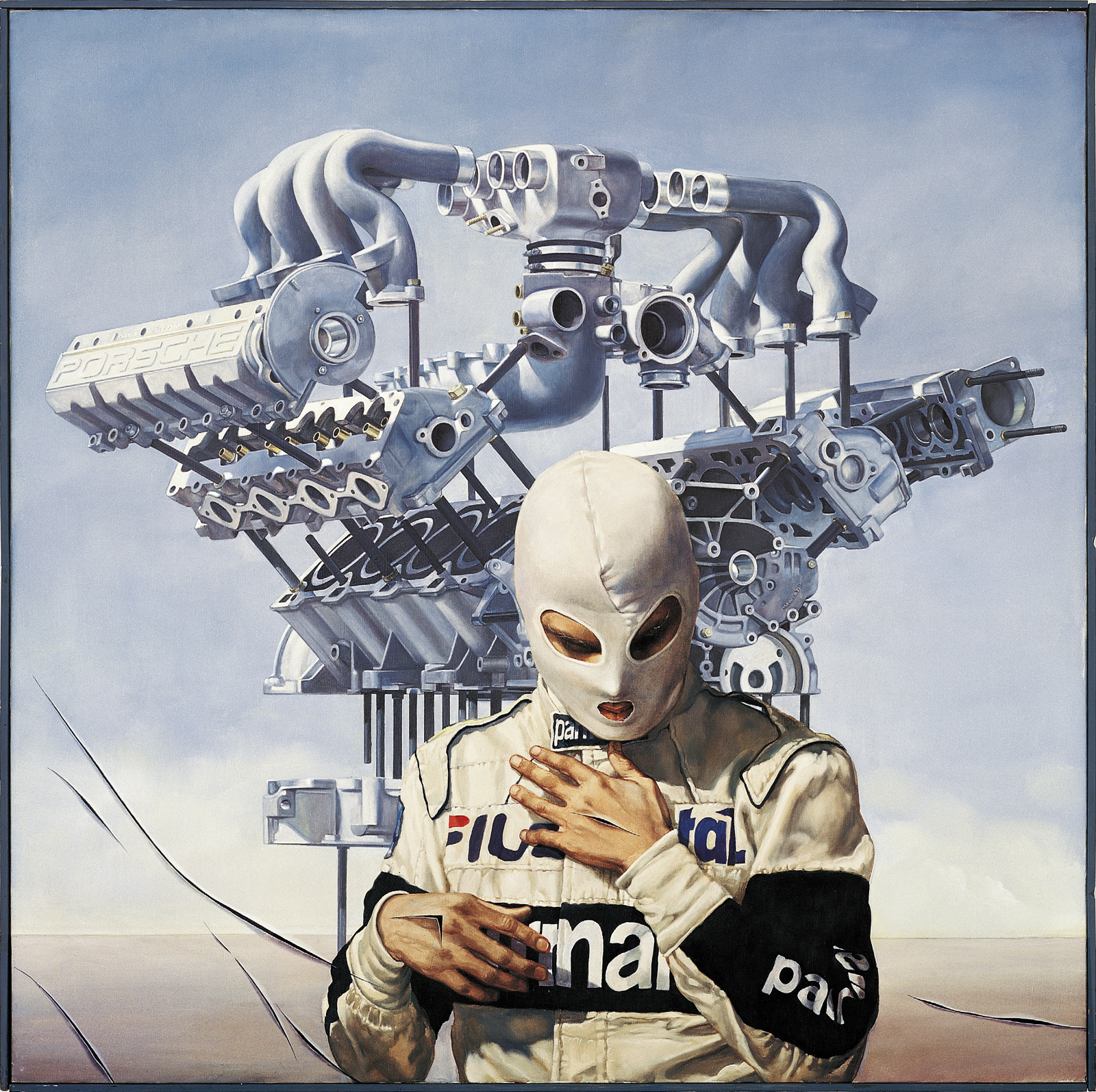
Theodor Pištěk, Ecce Homo, 1983

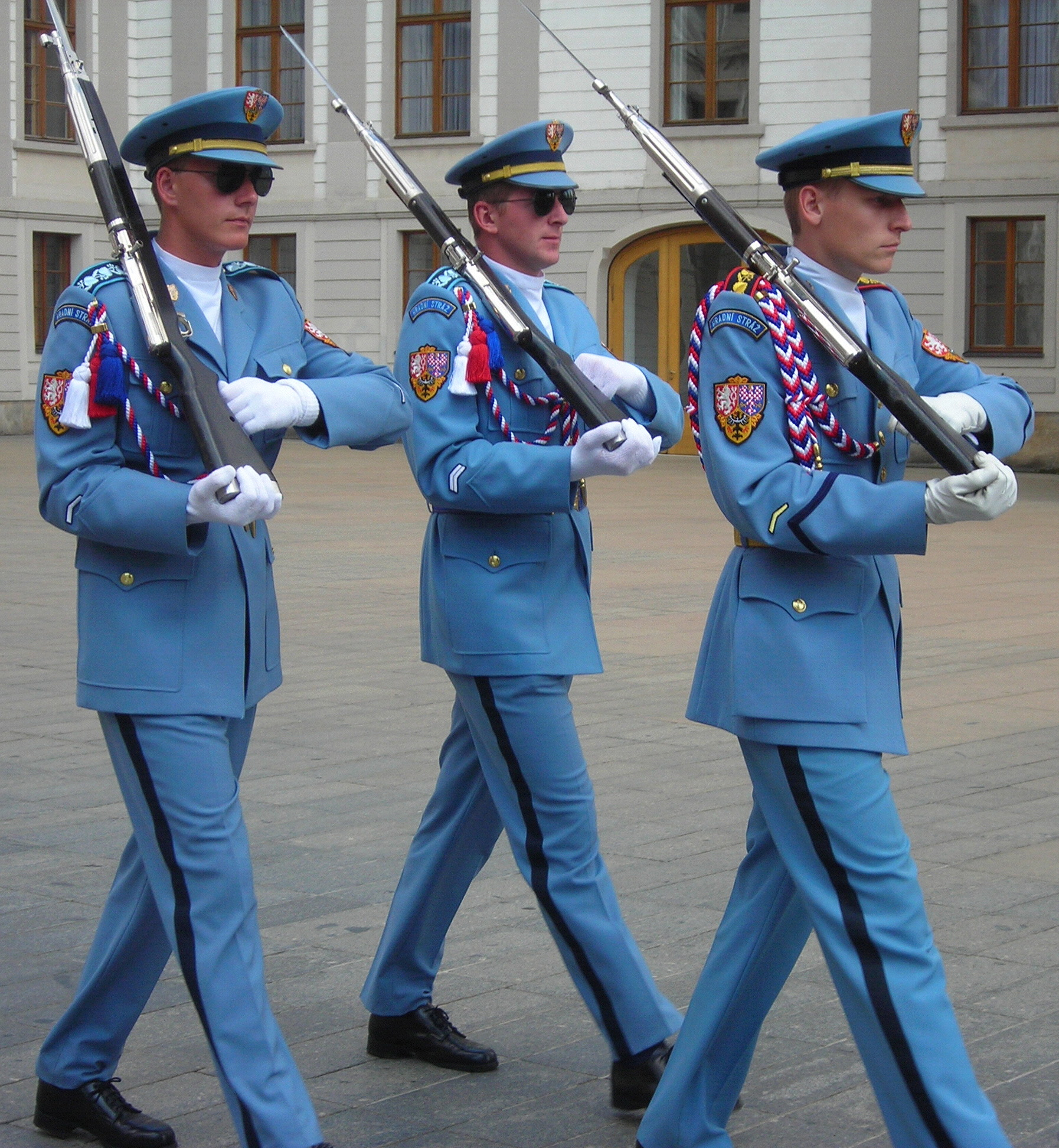
Prager Burgwache mit von Pištěk entworfenen Uniformen

Theodor Pištěk (* 25. Oktober 1932 in Prag) ist ein ehemaliger tschechischer Kostümbildner, der einen Oscar für das beste Kostümdesign, einen César für die beste Kostüme sowie einen Böhmischen Löwen gewann.

## Leben
Pištěk stammt aus einer  Familie von tschechoslowakischen Filmschaffenden: Sein Vater Theodor Pištěk war ein  Schauspieler, der zwischen 1921 und 1959 in  250 Filmen mitspielte, seine Mutter die Schauspielerin Mána Zenísková. Deren Schwestern Erna Zenísková und Jana Zenísková waren zeitweise ebenfalls als Schauspielerinnen tätig ebenso wie die Onkel Fred Bulín und Bretislav Hrstka.
Er selbst begann seine Tätigkeit als Kostümbildner in den Filmstudios Barrandov 1960 bei dem Film Holubice und wirkte bis 2003 an der Kostümausstattung von fast siebzig Filmen und Fernsehserien wie Pan Tau (1977 bis 1978), Die Märchenbraut (1979), Die Besucher (1983), Dune – Der Wüstenplanet (2000) und zuletzt Children of Dune (2003) mit.
Für den Film Amadeus (1984) von Miloš Forman mit F. Murray Abraham, Tom Hulce und Elizabeth Berridge in den Hauptrollen gewann er 1985 den Oscar für das beste Kostümdesign. Zugleich war er hierfür 1986 für den British Academy Film Award für die besten Kostüme nominiert.
Einen zweiten  Erfolg hatte er mit dem ebenfalls von Forman inszenierten Film Valmont (1989) mit Colin Firth, Annette Bening und Meg Tilly: Dafür gewann er 1990 einen César für die besten Kostüme. Weiterhin erhielt er zum einen 1990 eine Nominierung für den Oscar für die besten Kostüme, zum anderen 1992 eine weitere Nominierung für den BAFTA Film Award für die besten Kostüme.
2004 wurde Pištěk, der auch die Uniformen der Burgwache der Prager Burg entwarf, schließlich ein Böhmischer Löwe für seine künstlerischen Verdienste in der Filmwirtschaft verliehen.

## Filmografie (Auswahl)
- 1960: Holubice
- 1970: Drei schwache Stunden (Luk královny Dorotky)
- 1973: Drei Haselnüsse für Aschenbrödel
- 1974: Zbrane pro Prahu
- 1977: Unsere Geister sollen leben (Ať žijí duchové!)
- 1979: Per Anhalter in den Tod (Smrt stoparek)
- 1982: Wettlauf mit der Sonne (Sarâb)
- 1984: Amadeus
- 1988: Raggedy – Eine Geschichte von Liebe, Flucht und Tod (The Raggedy Rawney)
- 1989: Valmont
- 1996: Larry Flynt – Die nackte Wahrheit

## Auszeichnungen
- 1985: Oscar für das beste Kostümdesign
- 1990: César für die besten Kostüme
- 2000: Verdienstmedaille
- 2004: Böhmischer Löwe für künstlerische Verdienste